# أندرياس باور
أندرياس باور (بالألمانية: Andreas Bauer) (و. 1590 – 1638 م) هو مؤلِّف، وعالم عقيدة، وأستاذ جامعي، وكاتِب، من ألمانيا، ولد في زيتز، توفي في لايبزيغ، عن عمر يناهز 48 عاماً.

## مناصب وهيئات
أدار جامعة لايبتزغ.